# Kurchatovus epeedentatus
Kurchatovus epeedentatus is een lepelworm uit de familie Bonelliidae.
De wetenschappelijke naam van de soort werd in 1986 door Datta-Gupta gepubliceerd.